# Казакова Олена Олексіївна
Казакова Олена Олексіївна (1909, Санкт-Петербург — 1988, Москва) — радянська альпіністка, перша жінка СРСР, яка отримала звання «Заслужений майстер спорту з альпінізму» (1946). Дійсний член Географічного товариства СРСР, член комісії з високогірних досліджень. Кандидат технічних наук і кандидат педагогічних наук.

## Із біографії
Народилася 1909 року у Санкт-Петербурзі. Через деякий час після її народження батьки переїхали у Москву. У 1930 року закінчила РХТУ імені Д. І. Менделєєва. У 1946 році — аспірантуру Національного дослідницького університету «МЕІ». У 1954—1983 роках працювала в Московському державному інституті азотної промисловості.  Знаходила час для улюбленого захоплення — альпінізму.

## Альпіністська кар'єра
Під час навчання в університеті захопилась альпінізмом. У 1933 році відбулося перше сходження на алтайську вершину — Бєлуха. Складний маршрут було пройдено за 5 днів. 
Період 1936—1938 роки — накопичення інструкторського досвіду: робота інструктором у таборі Центрального Будинку Червоної Армії та профспілкових таборах на Кавказі. 
1937 рік приніс Олені Казаковій значний успіх у технічних сходженнях: як керівник групи здійснила  перший радянський траверс Ушби. Після цього поїхала в експедицію у Фанські гори, здійснила сходження на найвищу вершину Чимтарга та вершину Червоних Зірок. У 1938 році — сходження в горах Західного Кавказу.
1939 рік — доповідач на нараді начальників альпіністських таборів і начальників навчальних частин. Призначена організатором і керівником бригади Центрального науково-дослідницького інституту фізичної культури щодо досліджень техніки страхування в горах (Центральний Кавказ).
1940 рік — Безенгі (альптабір). Казакова здійснює траверс двох вершин Дихтау з підйомом з півночі та спуском з гребня перед піком Пушкіна.
1944 рік — проведена альпініада, начальник навчальної частини — Олена Казакова. На вершину Софруджу піднялось 96 із 100 учасників. Це був перший масовий цивільний альпіністський захід з початку війни. 
1945 і 1950 роки — Казакову затверджують начальником експедиції в район Чаткал, мета: розвідка району вершин Біла Шапка та Сніговий Купол.
1947 рік — Казакова як заступник начальника експедиції виїжджає на південно-західний Памір, район Шахдаринського хребту, де відбувається ряд перших сходжень, серед яких вершини-шеститисячні: пік Берга (Казахстан).
На початку 1950-х років року Олена Казакова стає керівником  експедицій:
- на Тянь-Шань, у район хребта Куйлютау (1951);
- алтайська альпініада, учасницею якої стала молодь Уралу й Сибіру (1952);
- траверс алтайської вершини Бєлухи (1953) — 13 альпіністів-розрядників;
- у район Північний Танимас (1954) — 11 чоловік під керівництвом Угарова здійснили перше сходження зі сходу на Істіклол (гора).

З середини 50-х років Казакова — учасниця експедицій: 
- обстеження району в верхів'ях льодовика Федченко (Памір), 1955;
- на Тянь-Шань, Кокшаальський хребет (1956);
- східний Памір для дослідження печери Мата-Таш.

## Науковий доробок
Казакова Олена Олексіївна — автор 2 монографій, 11 авторських свідоцтв, 60 наукових праць, серед яких статті з актуальних питань альпінізму: 
- ст. «Теорія і практика страхування в горах», 1948;
- ст.  «Страхування на схилах гор», 1949:
- ст. «Чаткал» (у співавторстві), 1951;
- ст. «Бєлуха» (у співавторстві), 1953;
- ст. «У витоків льодовика Федченко» (у співавторстві), 1954—1957.